# Druivenkoers 2012
La Druivenkoers 2012, cinquantaduesima edizione della corsa, valida come evento dell'UCI Europe Tour 2012 categoria 1.1, si svolse il 22 agosto 2012 su un percorso di 193,1 km. Fu vinta dal belga Björn Leukemans, che terminò la gara in 4h37'50" alla media di 41,7 km/h.
Furono 98 i ciclisti che portarono a termine il percorso.

## Ordine d'arrivo (Top 10)
| Pos. | Corridore         | Squadra       | Tempo    |
| ---- | ----------------- | ------------- | -------- |
| 1    | Björn Leukemans   | Vacansoleil   | 4h37'50" |
| 2    | Dmitrij Murav'ëv  | Astana        | a 6"     |
| 3    | Johnny Hoogerland | Vacansoleil   | s.t.     |
| 4    | Marco Marcato     | Vacansoleil   | s.t.     |
| 5    | Francesco Gavazzi | Astana        | s.t.     |
| 6    | Gert Dockx        | Lotto-Belisol | s.t.     |
| 7    | Paul Voss         | Endura Racing | s.t.     |
| 8    | Bartosz Huzarski  | Team NetApp   | s.t.     |
| 9    | Reinier Honig     | Landbouwkred. | s.t.     |
| 10   | Sander Armée      | Topsport Vl.  | s.t.     |